# 奧農多加鎮區 (密西根州)
奧農多加鎮區（英語：Onondaga Township）是位於美國密西根州英厄姆縣的一個行政鎮區。

## 地方資料
奧農多加鎮區的面積為94.51平方千米，當中陸地面積為93.52平方千米，而水域面積為0.98平方千米。根據2020年美國人口普查的數據，當地共有人口2997人，而人口密度為每平方千米31.71人。